# Merișani
Merișani est une commune roumaine située dans le județ d'Argeș.